# Synagoge (Épernay)

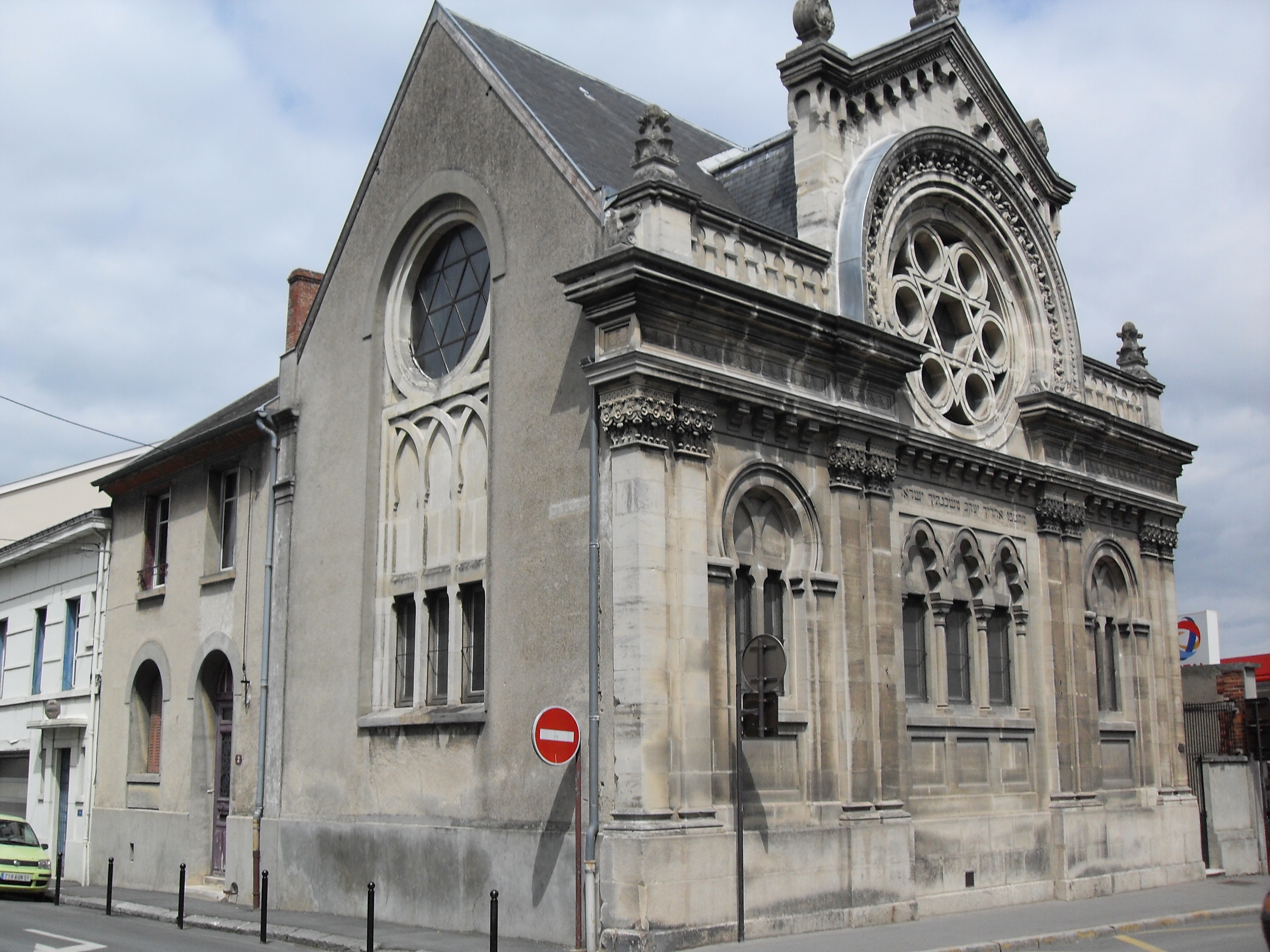
Synagoge von Épernay

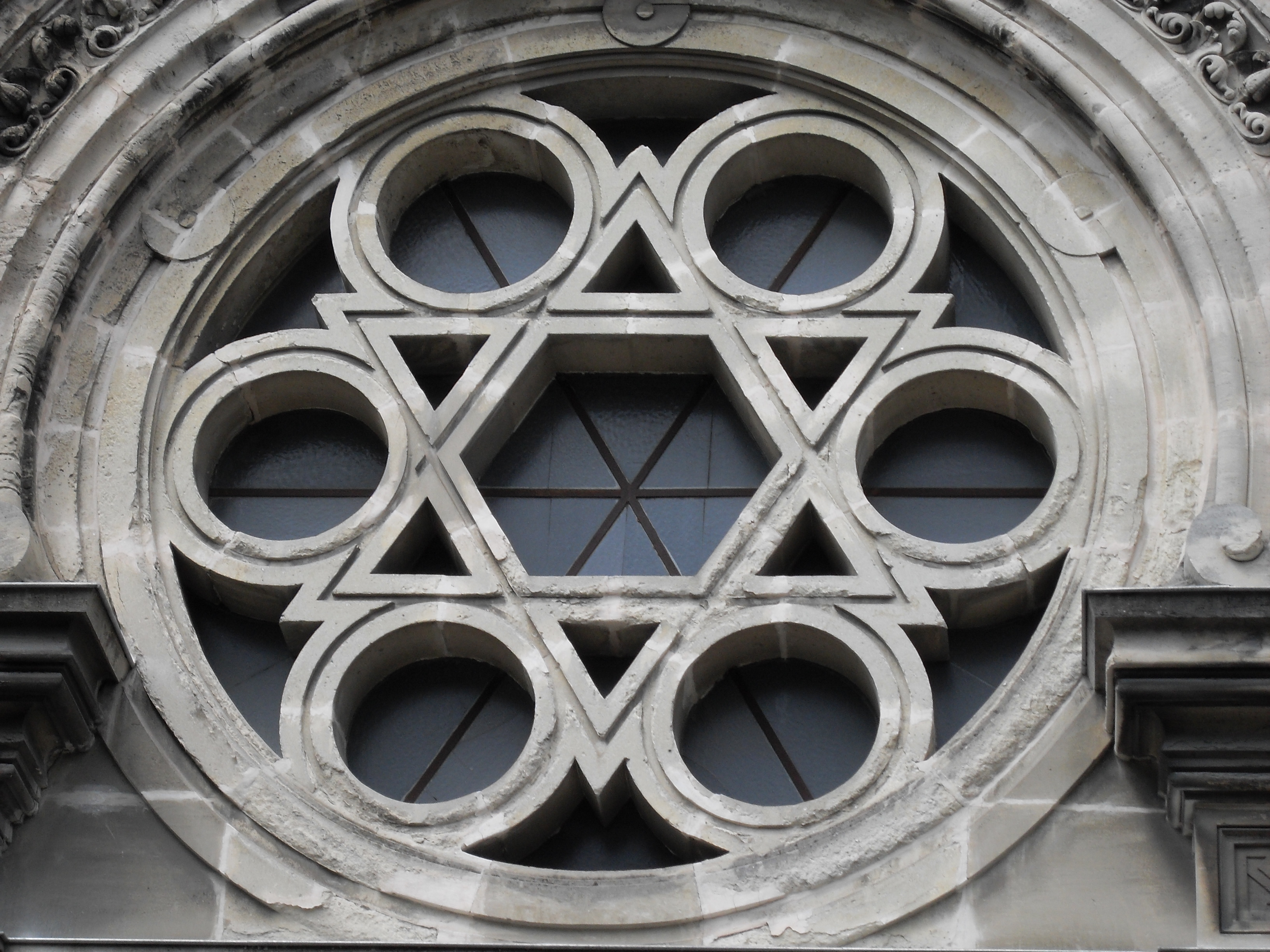
Rosette der Synagoge

Die Synagoge Épernay befindet sich in der Stadt Épernay im Département Marne in der französischen Region Grand Est. Die Adresse der Synagoge lautet Boulevard de la Motte Nr. 11.

## Geschichte
Die Synagoge in Épernay wurde 1889/90 vom Architekten Henry Clouet erbaut. Im Jahr 1918 wurde sie bei einem Bombenangriff während des Ersten Weltkriegs schwer beschädigt und nach dem Krieg wiederaufgebaut. Am Giebel der neobyzantinischen Fassade und an der Südseite befinden sich Rosetten, auf die ein Davidstern dargestellt ist. Diese neue Synagoge, die die alte aus dem Jahr 1865 ersetzte, wurde am 8. September 1890 eingeweiht.
Amm 26. Mai 2004 wurde die Synagoge in Épernay in das Inventar des französischen Kulturerbes aufgenommen.